# 汪周劉
汪周劉（1955年7月20日—）男性，越共党员，越南政治人物，曾任越南司法部部长、越南國會副主席等职务。

## 生平
1955年7月20日出生於北越河靜省宜春縣春長社。2002年5月19日至2021年担任越南國會代表。2007年7月23日擔任越南國會副主席，直到2021年3月退休。2016年1月26日當選為越共第十二屆中央委員會委員。

## 外部連結
- 汪周刘 | Vietnam+ (VietnamPlus) （页面存档备份，存于）